# 日本こどもフィットネス協会
一般社団法人日本こどもフィットネス協会は、キッドビクスを普及する為の一般社団法人である。MWNがスポンサーを務める。

## 沿革
- 1996年8月8日 - 日本キッドビクス協会設立
- 2008年 - 現名称に変更
- 2010年 - 一般社団法人化

## イベント
- 全国こどもチャレンジカップ
- こどもフィットネス&ダンスフェスティバル新春の会

## 関連
- 日本フィットネス協会
- 日本エアロビック連盟
- 日本Gボール協会
- AVIA MANIA
- 月刊フィットネスジャーナル

## ライセンス取得施設
- 東京リゾート&スポーツ専門学校
- 仙台リゾート&スポーツ専門学校
- 名古屋リゾート&スポーツ専門学校
- 大阪リゾート&スポーツ専門学校
- 福岡リゾート&スポーツ専門学校
- 横浜リゾート&スポーツ専門学校
- 札幌リゾート&スポーツ専門学校